# Fessy
Fessy ist eine französische Gemeinde im Département Haute-Savoie in der Region Auvergne-Rhône-Alpes.

## Geographie
Fessy liegt auf 584 m, zwölf Kilometer südwestlich der Stadt Thonon-les-Bains (Luftlinie). Das Dorf erstreckt sich im Bas-Chablais, an leicht erhöhter Lage am Nordfuß der Voralpen im Bereich des Passübergangs Col de Cou.
Die Fläche des 8,53 km² großen Gemeindegebiets umfasst einen Abschnitt des Bas-Chablais und der angrenzenden Voralpen. Der nördliche Teil des Gemeindeareals liegt in einer breiten Niederung, die durch den Foron und seine Zuflüsse nach Norden zum Genfersee entwässert wird. Das Gebiet reicht in die ausgedehnten Waldungen des Bois de Savigny. Nach Süden erstreckt sich der Gemeindeboden über einen zunächst sanft, später steil ansteigenden Hang (Quellgebiet des Ruisseau de la Gorge) bis auf die bewaldeten Höhenrücken von Tête du Char westlich des Col de Cou (Cervens). Hier wird mit 1290 m die höchste Erhebung von Fessy erreicht.
Zu Fessy gehören die Weilersiedlungen Rézier (610 m) und Avugnens (624 m) am Nordfuß der Tête du Char sowie Les Ruppes (800 m) an deren Nordwesthang. Nachbargemeinden von Fessy sind Lully im Norden, Cervens im Osten, Habère-Lullin, Burdignin und Saxel im Süden sowie Brenthonne und Bons-en-Chablais im Westen.

## Sehenswürdigkeiten
In die heutige Dorfkirche ist der Chor des Vorgängerbaus aus dem 15. Jahrhundert integriert.

## Bevölkerung
| Jahr                       | 1962 | 1968 | 1975 | 1982 | 1990 | 1999 | 2005 | 2016 |
| Einwohner                  | 290  | 291  | 334  | 367  | 485  | 592  | 734  | 923  |
| Quellen: Cassini und INSEE |      |      |      |      |      |      |      |      |

Mit 1071 Einwohnern (Stand 1. Januar 2022) gehört Fessy zu den kleineren Gemeinden des Départements Haute-Savoie. In den letzten Jahrzehnten wurde ein kontinuierliches starkes Wachstum der Einwohnerzahl verzeichnet. Um den alten Dorfkern herum entstanden mehrere Einfamilienhausquartiere.

## Wirtschaft und Infrastruktur
Fessy war bis weit ins 20. Jahrhundert hinein ein vorwiegend durch die Landwirtschaft geprägtes Dorf. Heute gibt es verschiedene Betriebe des lokalen Kleingewerbes. Zahlreiche Erwerbstätige sind Wegpendler, die in den größeren Ortschaften der Umgebung oder in Thonon-les-Bains ihrer Arbeit nachgehen.
Die Ortschaft liegt in der Nähe der Verbindungsstraße D903, die von Saint-Cergues direkt nach Thonon-les-Bains führt. Weitere Straßenverbindungen bestehen mit Brenthonne, Cervens und dem Col de Cou.